# Henrik Nilsson (författare född 1971)
Henrik Nilsson, född 16 november 1971 i Malmö, är en svensk författare och översättare. 
Han debuterade 1993 med diktsamlingen Utan skor och har sedan dess gett ut prosa och poesi. Han har översatts till olika språk i bokform, antologier och tidskrifter. 
Nilsson skriver ofta om spansk- och portugisiskspråkig kultur och litteratur. Under en tid var han bosatt i Lissabon, där exempelvis hans novellsamling Nätterna, Verónica utspelar sig. Rumänsk litteratur är ett annat specialområde. Han medverkar regelbundet i tidskrifterna Axess, Karavan och Dixikon, och sedan lång tid också i Obs och Tankar för dagen i Sveriges Radio P1. Han har skrivit kulturartiklar i Svenska Dagbladet och var under en del år litteraturkritiker i Sydsvenskan. 
Han har översatt poesi från spanska och portugisiska, bland andra Fernando Pessoa, Lêdo Ivo och Elsa Cross.
Han har deltagit i en lång rad litteraturfestivaler i olika länder, däribland Kanada, Mexiko, Nicaragua, El Salvador, Honduras, Peru, Colombia, Turkiet, Rumänien och Sverige.
2024 gav Nilsson ut boken Hålet i stängslet, som nominerades till Stora fackbokspriset.

## Översättningar
- Lêdo Ivo Rekviem och andra dikter (ellerströms förlag 2014)
- Fernando Pessoa Mitt hjärta är lite större än hela universum" (H:ström 2022)
- Fernando Pessoa Pessoas sista dagar och dikter (Faethon 2023)